# Afgansyah Reza
Afgansyah Reza, znany jako Afgan (ur. 27 maja 1989 w Dżakarcie) – indonezyjski piosenkarz i aktor.

## Życiorys
Afgansyah Reza urodził się 27 maja 1989 r. w Dżakarcie w muzykalnej rodzinie muzułmańskiej. Nie kształcił się wokalnie. Jego kariera zaczęła się od chęci nagrania prywatnego albumu w Wanna B Instant Recording Studio. Ostatecznie producenci w studio zaproponowali mu kontrakt. Jego pierwszy album, Confession No.1, stanowił mieszankę jazzu, popu i elementów R&B, a pojawiły się na nim takie utwory jak „Terima Kasih Cinta”, „Klise”, „Sadis” i „Tanpa Batas Waktu”. W 2009 r. artysta otrzymał Anugerah Musik Indonesia (AMI) dla najlepszego solisty za piosenkę „Terima Kasih Cinta”. W 2010 r. wyszedł jego drugi album – The One.

## Dyskografia

### Albumy studyjne
| Tytuł                      | Dane albumu                                                                                             |
| -------------------------- | --- |
| Confession No.1            | - Data wydania: styczeń 2008 - Wytwórnia: Sony BMG Indonesia - Formaty: CD, digital download            |
| The One                    | - Data wydania: 1 kwietnia 2010 - Wytwórnia: Wanna B Music Production - Formaty: CD, digital download   |
| L1ve to Love, Love to L1ve | - Data wydania: 13 lutego 2013 - Wytwórnia: Trinity Optima Production - Formaty: CD, digital download   |
| Sides                      | - Data wydania: 10 sierpnia 2016 - Wytwórnia: Trinity Optima Production - Formaty: CD, digital download |